# Margaret Jane Benson
Pour les articles homonymes, voir Benson.
Margaret Jane Benson, née le 20 octobre 1859 à Londres et morte le 20 juin 1936 à Hertford, est une botaniste et professeure d'université britannique. Elle dirige le département de botanique du Royal Holloway College de l'université de Londres à partir de 1893.

## Biographie
Benson est introduite à la botanique par son père, un ingénieur et un architecte intéressé par ce domaine. Sa mère est une artiste peintre, elle expose notamment à la Royal Academy of Art. Elle étudie au Newnham college en 1878-1879, puis enseigne quelque temps comme professeure de lycée à Exeter. Elle s'inscrit en 1887 à l'University College de Londres, où elle obtient une licence de sciences en 1891, puis poursuit par son doctorat qu'elle termine en 1894. Ses principales recherches portent sur l'embryologie, avec Francis Wall Oliver. Elle s'intéresse à une catégorie de fagales, une plante dicotylédone également connue sous le nom d'Hamamelididae. Elle publie des articles dans les revues Annals of Botany and New Phytologist. Elle enseigne brièvement au Newnham College, puis est nommée, en 1893, directrice du nouveau département de botanique du Royal Holloway College, où elle reste jusqu'à sa retraite académique en 1922. En 1912, elle est nommée professeure de botanique à l'université de Londres. 
En 1904, elle fait partie du premier groupe de femmes scientifiques élues à la Linnean Society of London.
Elle est très active dans la collecte des spécimens, dans la recherche d'amélioration du matériel de laboratoire, et dans les échanges scientifiques avec les autres botanistes au Royaume-Uni et à l'étranger. Elle travaille notamment avec les biologistes Dukinfield Henry Scott et Ethel Sargant.
Ses archives sont conservées au Royal Holloway College.

## Distinctions
- 1904 : membre de la Linnean Society of London
- 1927 : le laboratoire de botanique du Holloway College porte son nom[7].